# Hans J. Briegel

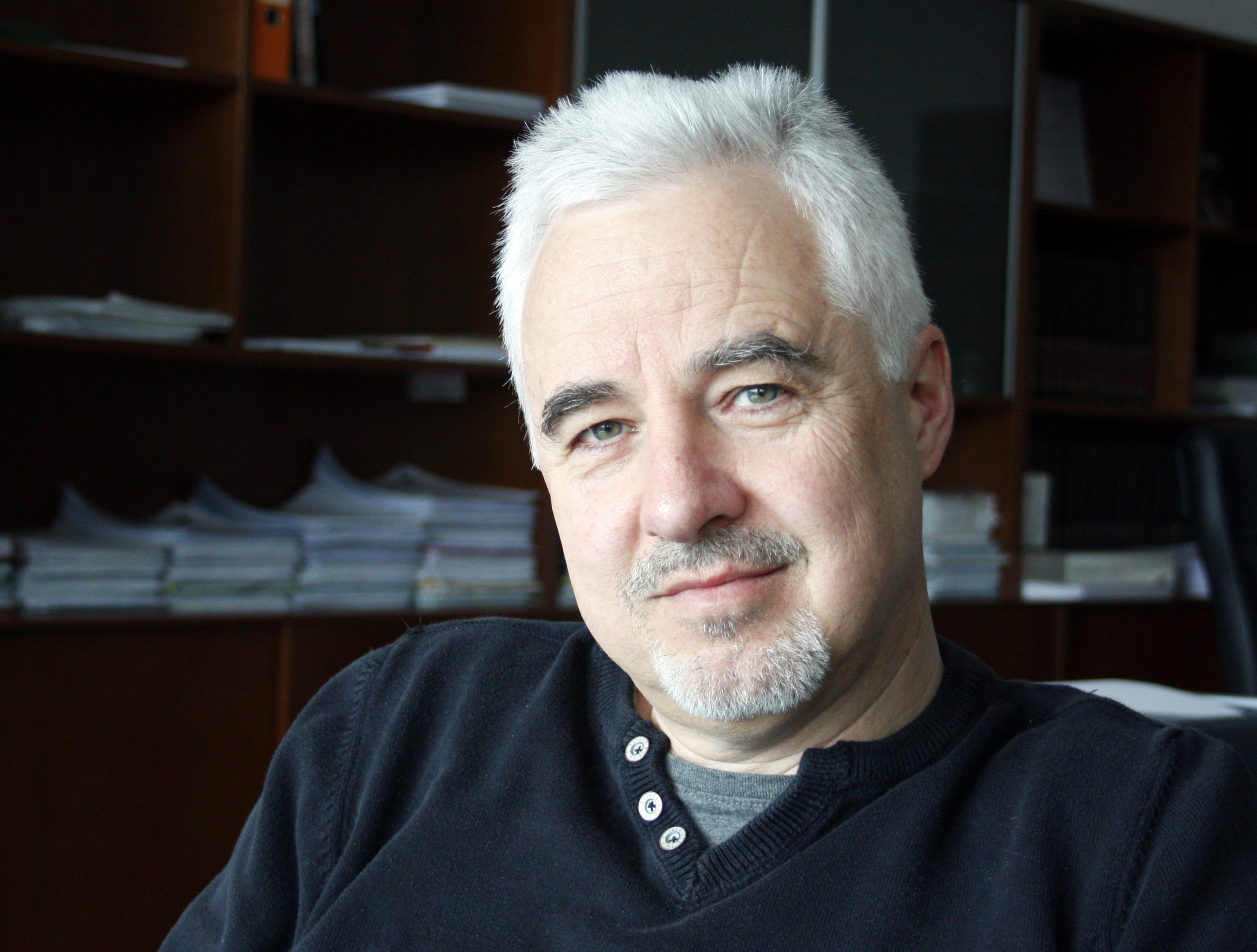
Hans J. Briegel

Hans Jürgen Briegel (* 9. August 1962 in Ochsenhausen) ist ein deutscher Theoretischer Physiker. Er ist Universitätsprofessor an der Universität Innsbruck und forscht auf dem Gebiet der Quantenphysik und Quanteninformation.

## Leben
Briegel studierte ab 1983 Physik und Philosophie an der Ludwig-Maximilians-Universität München (mit Auslandsaufenthalt 1986–1987 an der University of Edinburgh) mit dem Diplom-Abschluss 1990 und der Promotion 1994 (Das Jaynes-Cummings-Modell mit Dissipation und seine Anwendung auf die Dynamik von mikroskopischen Masern und Lasern). Als Post-Doktorand war er an der Texas A&M University, 1996 an der Harvard University (Harvard-Smithsonian Center for Astrophysics) und an der Universität Innsbruck. 1997 wurde er wissenschaftlicher Assistent und nach der Habilitation 2002 (Quanten-Information und Computer) Privatdozent an der LMU München. Im Jahr 2003 erhielt er Rufe an die Universitäten Düsseldorf und Innsbruck und wurde im gleichen Jahr Professor an der Leopold-Franzens-Universität in Innsbruck. Seither ist er auch Wissenschaftlicher Direktor am Institut für Quantenoptik und Quanteninformation der Österreichischen Akademie der Wissenschaften (ÖAW). 2013 wurde er korrespondierendes Mitglied der mathematisch-naturwissenschaftlichen Klasse der ÖAW. 2023 erhielt er den Wittgenstein-Preis, für 2024 wurde ihm der Erwin Schrödinger-Preis zugesprochen. Gastprofessuren führten ihn unter anderem an die Universität Bristol, Großbritannien, und die Tsinghua-Universität in Peking.
Hans Briegel ist verheiratet und Vater von zwei Kindern.

## Forschungsschwerpunkte
Briegel hat grundlegende Konzepte auf dem Gebiet der Quanteninformation sowie für Quantencomputer und Quantenkommunikation entwickelt. Das 2001 gemeinsam mit Robert Raußendorf vorgestellte Modell des Einweg- oder Messungsbasierten Quantencomputers (englisch: One-Way Quantum Computer oder Measurement-based quantum computer) stellte ein neues Paradigma für den Bau eines Quantencomputers dar. Die entsprechende Publikation ist laut einer Analyse von Thomson Reuters die in der ersten Dekade des 21. Jahrhunderts am zweithäufigsten zitierte Arbeit auf dem Gebiet der Quantencomputer-Forschung. Zusammen mit seinen Arbeiten über Cluster- und Graphenzustände führte sie zu einem neuen Verständnis von Verschränkung als eine Ressource für die Quanteninformationsverarbeitung. Das Konzept des Quantenrepeaters, das Hans Briegel 1998 zusammen mit Kollegen präsentierte, spielt eine wichtige Rolle im Bereich der Quantenkommunikation.
In jüngerer Zeit stößt Hans Briegel immer wieder in Grenzbereiche der Physik vor. So untersuchte er die Möglichkeit der Existenz von Verschränkungszuständen in biologischen Systemen, zum Beispiel im magnetischen Kompass von Zugvögeln. Briegel schaltete sich auch in die Diskussion zur Willensfreiheit ein und wendet sich gegen die Auffassung, die Naturgesetze ließen keinen Raum für einen freien Willen. Mit seinem Konzept der Projektiven Simulation entwickelte er ein theoretisches Modell, das rudimentäre Formen kreativen Verhaltens für künstliche Agenten erlaubt. Im Jahr 2022 erhielt er den Advanced Grant des Europäischen Forschungsrates für sein Projekt Artificial agency and learning in quantum environments.

## Schriften
- mit Gemma De Las Cuevas: Projective simulation for artificial intelligence. In: Scientific Reports. Band 2, 2012, S. 400, doi:10.1038/srep00400, arxiv:1104.3787.
- On creative machines and the physical origins of freedom. In: Scientific Reports. Band 2, 2012, S. 522, doi:10.1038/srep00522, arxiv:1105.1759.
- mit Jianming Cai, Gian G. Guerreschi: Quantum control and entanglement in a chemical compass. In: Physical Review Letters. Band 104, 2010, S. 220502, doi:10.1103/PhysRevLett.104.220502, arxiv:0906.2383.
- mit Gemma De Las Cuevas, Wolfgang Dür, Miguel A. Martin‐Delgado: Unifying all classical spin models in a Lattice Gauge Theory. In: Physical Review Letters. Band 102, 2009, S. 230502, doi:10.1103/PhysRevLett.102.230502, arxiv:0812.3583.
- mit Daniel E. Browne, Wolfgang Dür, Robert Raussendorf, Maarten Van den Nest: Measurement-based quantum computation. In: Nature Physics. Band 5, Nr. 1, 1. Februar 2009, S. 19, doi:10.1038/nphys1157, arxiv:0910.1116.